# 276 Adelheid
Adelheid  este un asteroid cu numărul 276, din centura principală. A fost descoperit de astronomul Johann Palisa de la un observator vienez (Austria), pe 17 aprilie 1888.

## Caracteristici
Asteroidul 276 Adelheid are un diametru de circa 121,6 kilometri. Prezintă o orbită caracterizată de o semiaxă majoră egală cu 3,1147111 UA și de o excentricitate de 0,0722901, înclinată cu 21,64329° în raport cu ecliptica.

## Denumirea asteroidului
Originea numelui său nu este cunoscută.
1. 1 2  JPL Small-Body Database, accesat în 17 octombrie 2023
2. ↑  JPL Small-Body Database, accesat în 24 ianuarie 2024